# Eustomias similis
Eustomias similis és una espècie de peix de la família dels estòmids i de l'ordre dels estomiformes.

## Morfologia
- Les femelles poden assolir 11,8 cm de longitud total.[3]

## Hàbitat
És un peix marí i d'aigües subtropicals que viu fins als 1.000 m de fondària.

## Distribució geogràfica
Es troba al Mar del Corall, a prop de les Hawaii i el nord-oest del Pacífic.